# Juan Zitko
Juan Avilio Zitko Carmona (Iquique, 2 gennaio 1932) è un ex cestista cileno.

## Carriera
Con il Cile ha disputato due edizioni dei Campionati del mondo (1954, 1959).